# Cyathura peirates
Cyathura peirates är en kräftdjursart som beskrevs av Bamber 2008. Cyathura peirates ingår i släktet Cyathura och familjen Anthuridae. Inga underarter finns listade i Catalogue of Life.